# Рьоне Шар
Рьоне Шар (на френски: René Char) е френски поет, имащ значителен принос за развитието на френския език през 20 век.

## Биография и творчество
Рьоне Шар е роден на 14 юни 1907 г. в Лил сюр ла Сорг, департамент Воклюз, Франция, в семейството на Емил Шар и Мари-Терез Руже. Най-малкият е от четири деца. Баща му е бил кмет и изпълнителен директор на гипсови мини. Израства в богат дом, но след смъртта на баща му през 1918 г. положението на семейството се влошава. Учи в гимназията „Фредерик Мистрал“ в Авиньон, която напуска през 1923 г. след спор с учител. През 1924 г. пътува до Тунис. През 1925 г. учи в Търговското училище в Марсилия. Чете много – Плутарх, Франсоа Вийон, Расин, немските романтици, Алфред дьо Вини, Нервал, Бодлер, Рембо, Маларме, и др. Напуска училището и работи във фирма за експедиция на плодове и зеленчуци. През 1927 г. отбива военната си служба в Ним, работейки в офицерската библиотека. След уволнението си от армията работи към парижкото списание „Le Rouge et le Noir“.
Първата му стихосбирка „Cloches sur le cœur“ (Камбани на сърцето) е публикувана през 1928 г.
През 1929 г. се премества в Париж и се присъединява към групата на сюрреалистите. Издава стихосбирката „Arsenal“, а после заедно с Андре Бретон и Пол Елюар издават през 1930 г. сборника „Ralentir Travaux“ (Бавна работа). През 1934 г. се дистанцира от сюрреалистите, но запазва връзки с тях. Приятел е с Албер Камю, Жорж Батай, Пабло Пикасо, Хуан Миро, Жорж Брак, и др.
През 1932 г. се жени в Испания за Жоржет Голдщайн, с която се развежда през 1949 г.
По време на Втората световна война се включва в Съпротивата под името „капитан Александър“ и контролира мястото за кацане на парашутисти край река Дюранс и Серест. По време на окупацията не публикува нищо, а през 1946 г. издава творбите си от фрагментарна, поетична проза, от този период в сборника „Feuillets d'hypnos“ (Листенца хипноза), който има голям успех.
През 1948 г. издава сборника „Fureur et mystère“ (Ярост и тайна) оценен високо от критиката. Живее в имението си в Прованс. През 1955 г. се запознава с Хайдегер и организира семинари на хайдегеровия кръжок през 1966 – 1969 г. в градчето Тор в Прованс. През 1960 г. се включва в борбата срещу разполагането на атомни оръжия в Прованс.
Издава над двадесет книги с поезия, илюстрирани от големите художници на столетието – Кандински, Пикасо, Брак, Матис, Миро. Той е майстор на поетичната краткост, сливайки противоречиви форми като елипсата, афоризма, изчистения образ, „хераклитичната“ фраза.
Кавалер на ордена на Почетния легион, Ордена на науката и изкуството на Франция и др. В родния му град през 1982 г. е открит музей, който са представени негови ръкописи, рисунки, картини и предмети на изкуството.
Рьоне Шар умира от инфаркт на 19 февруари 1988 г. в Париж.

## Произведения
- Cloches sur le cœur (1928)
- Arsenal (1929)
- Ralentir Travaux (1930) – с Андре Бретон и Пол Елюар
- Artine (1930)
- L'Action de la justice est éteinte (1931)
- Le Marteau sans maître (1934)
- Moulin premier (1936)
- Placard pour un chemin des écoliers (1937)
- Dehors la nuit est gouvernée (1938)
- Seuls demeurent (1945)
- Feuillets d'hypnos (1946)
- „Le poème pulvérisé“ (1947)
- Fureur et mystère (1948)
- Les Matinaux (1950)
- A une Sérénité crispée (1951)
- Recherche de la base et du sommet (1955)
- La Parole en archipel (1962)
- Dans la Pluie giboyeuse (1968)
- Le Nu perdu (1971)
- Aromates chasseurs (1976)
- Chants de la Balandrane (1977)
- Fenêtres dormantes et porte sur le toit (1979)
- Les voisinages de Van Gogh (1985)
- Éloge d'une soupçonnée (1988)

Издания на български език:
- Непредсказано бъдеще, изд.: „Народна култура“, София (1983), прев. Георги Мицков
- Антология на френската любовна лирика (3 стихотворения), изд.: „Нов Златорог“, София (2004), прев. Георги Мицков
- Поезия: избрано, изд.: „Критика и хуманизъм“, София (2014), прев. Златозар Петров
- Има и множество публикации в литературни списания.